# 仙川アヴェニュー・ホール“ve quanto ho......”
仙川アヴェニュー・ホール "ve quanto ho......"（せんがわアヴェニュー・ホール「ヴェ・クヮント・オ……」）は、東京都調布市仙川町にあるビル「仙川アヴェニュー」内で、2009年7月1日から2014年8月31日まで営業していた音楽ホール。ビルとしての施設名は「仙川アヴェニュー」で、後述のとおり「仙川アヴェニュー 北プラザ」にテナントとして入居する形で音楽ホールを運営していた事業所名が「仙川アヴェニュー・ホール“ve quanto ho......”」であり、本項目では主に後者について述べる。
ホールの音響設計は橘秀樹。総床面積245m2、天井高6.5m、客席160人収容。全2階席構成で、1階席壁面には音響調整カーテンが装備されていた。

## 概要
この一帯には安藤忠雄の設計による建築群が広がるため、この一帯の通りが「安藤ストリート」と呼ばれることがあるが、「仙川アヴェニュー」の北プラザと南パティオのビル群は安藤忠雄の設計ではない。そのため「安藤ストリート」の呼称は、安藤忠雄やその設計事務所による公式名称ではない。

### ホール名の由来
"ve quanto ho......"（ヴェ・クヮント・オ）は、イタリア語で「ここにどれだけを有するだろうか……」という意味。ホールを救済したメンバーたちによる期待感が込められた名称である。また、1988年6月から2007年3月まで入居していた桐朋学園の内部では「別館ホール」と呼ばれていたことにちなみ、“ve quanto ho”は単語の区切りを変えると「別館・桐朋」と読める掛け詞になっている。

## 仙川アヴェニューの沿革

### 設立当初
京王線仙川駅東南部の都道調布都市計画道路3.4.17号狛江仙川線工事着手予定計画により、当該土地で畑作を営んでいた土地所有者の伊藤容子が、畑の真ん中に都道が通ることになるため畑作を断念した。そして数棟の賃貸テナントビルを構想するに至り、地元で音楽学部を擁する桐朋学園大学を運営する学校法人桐朋学園に呼びかけ、桐朋学園が入居するビル群「仙川アヴェニュー」を竣工した。
伊藤容子が代表取締役を務める不動産取引業の有限会社ハウジングプラザ（仙川町1丁目24-1）が土地所有者であり、またビル管理会社を兼ねて同ビル内に事務所を設け、自前で管理メンテナンスを営んでいる。
仙川アヴェニューはテナント以外に、桐朋学園が使用する施設と、賃貸マンションで構成されたビル群であった。テナントとして他に、カフェ、アート・ギャラリー、ミュージアム、演劇場、弦楽器工房、舞台衣装店、美容室、フランス料理店、スイーツ店、高級防音賃貸マンションなどが入居していた。

### 桐朋学園時代
複数の棟は時期を違えて完成したが、本ホールが含まれる「仙川アヴェニュー 北プラザ」は1988年6月に完成し、桐朋学園の内部では「第二別館」と呼ばれていた。この「北プラザ」のうち5部屋の防音教室と音楽ホール部分のみ桐朋学園が使用し、同ビルの他部分はテナントと賃貸マンションで構成されていた。
その後、桐朋学園が入居していた教室部分から退去し、有限会社ハウジングプラザが元教室部分を防音マンションに改装し、賃貸マンションとして一般に提供することとなった。「仙川アヴェニューホール」部分のみはその後も継続して桐朋学園が入居していたが、2007年3月末で桐朋学園が全面的に退去した。

### 自社運営時代・1
| ホール1階席からの眺め（写真のピアノはKAWAIのクリスタル・グランドピアノ） |  | 旧 桐朋学園第二別館 |  | 晴天時にはオープン・カフェになるホール1階部分のテラス |
| ホール1階席からの眺め（写真のピアノはKAWAIのクリスタル・グランドピアノ） |  | 旧 桐朋学園第二別館 |  | 晴天時にはオープン・カフェになるホール1階部分のテラス |

2007年4月以降は、「仙川アヴェニューホール」を有限会社ハウジングプラザが自前で貸しホールとして運営開始した。古いアップライトピアノが1台設置されただけで、楽屋もなく、施設内も改装されていなかったため、利用者がほとんどない状態であった。
「仙川アヴェニュー」内の賃貸マンション部分の入居者には、桐朋学園の在校生や卒業生らが多く、事情を知った桐朋学園OB・OGが立ち上がり、2008年より有限会社ハウジングプラザをサポートする活動を開始した。現代建築とアートの街であることにちなみ試験運用として、KAWAIのクリスタルグランドピアノを特別に改造し演奏の可能性を拡張した楽器を、賛同者とともに用意しホールに提供した。発起人は同ビル内の住人であった桐朋学園OBの尾西秀勝であった。

### 桐朋学園OB・OG時代
本格的なコンサート・グランドピアノを導入することで運営できる可能性を見出し、桐朋学園大学OBの尾西秀勝が正式に起業することで、2009年7月1日に「仙川アヴェニュー・ホール "ve quanto ho......"」の事業名で開館した。こけら落し公演は藤井一興および岩崎淑と弟のチェリスト岩崎洸により行われた。納入されたのはファツィオリ (FAZIOLI) のセミ・コンサート・グランドピアノで、ファツィオリピアノの響板は、ストラディヴァリウスやアマティウス、グァルネリウスなどのクレモナの歴史的弦楽器と同じく、フィエンメ渓谷産の赤トウヒで制作されていることにちなみ、岩崎洸がストラディヴァリウスを持ち込んでのこけら落しとなった。
ファツィオリ・ピアノの評判が非常に高く、たちまち中小ホールでは演奏しないような国内の著名アーティストや、来日するビッグ・アーティストたちが利用し、テレビ番組や音楽雑誌でも多く取り上げられる人気ホールとなり、レコーディング場所としても人気を博した。
有名コンサートホールとして稼働率が高かったが、2014年8月31日をもって突然閉館となった。閉館が地主の意向による急な展開であったため、事業主側も「寝耳に水」で設備を搬出しなければならず、インターネット上に数々のフェイク情報と批判が広がった。公式サイト上で閉館の経緯と理由が情報公開された後は、SNS上の噂話は姿を消した。
公式サイトによれば、悪質なホール利用者とのトラブルが地主にまで及び、よく事実確認をしないまま地主は急な方針転換により美術館化することを事業主に通達したのが経緯とされる。人気のホールで稼働率も高かったため、閉館の理由が赤字・倒産・廃業ではないと公式サイトに説明されている。
悪質なホール利用者とのトラブルとは、ホールに設置していたファツィオリのグランドピアノに対し、利用規約で明確に禁止されていた内部奏法（ピアノ内部の弦を素手で触り騒音を出す）を無断で実施する事件が発生したため、ホール側は利用者に損害賠償の請求をしたことが発端と公表されている。しかし、そのホール利用者が請求に従わず、さらに腹いせにホールに対し営業妨害と脅迫行為を繰り返し、さらに地主のビル管理事務所へ押しかけるなどの行為にまで発展し、地主を心労させた。なお、問題のファツィオリ・ピアノのモデル「シルヴァー」をはじめとする物品や設備は、事業主であった尾西秀勝の個人所有物であったため、閉館とともに搬出された。

### 美術館時代
2014年9月より新しいテナントが入居し、古美術商による美術館としての運営を開始したが、長くは入居せず退去した。

### 自社運営時代・2
再度テナントを失ったことから、有限会社ハウジングプラザが「仙川アヴェニューホール」として、自前で貸しホールとして運営開始することとなった。ピアノのない状態であった。

### 仙川フィックスホール
KEI音楽学院や東京シティオペラ協会を主宰する川村敬一夫妻が新しいテナントとして入居することとなり、2016年4月に「仙川フィックスホール」の名称で開館した。ハンブルク・スタインウェイのB型ピアノモデルが納入されているため、ピアノソロや室内楽よりも、川村の人脈から歌曲の伴奏用途を中心とする公演企画で使用されていたが、2022年3月で閉館した。

## 参考資料
- クラシック音楽情報誌『ぶらあぼ』2009年5月号
- 『音楽の友』2009年7月号、音楽之友社
- 『ショパン』2009年10月号、ショパン
- 「特別インタビュー・リポート 演奏家の理想をかなえるホールを／仙川アヴェニュー・ホール館長、尾西秀勝先生と楠原祥子先生に聞く」『OUR MUSIC』282号、一般社団法人全日本ピアノ指導者協会
- 桐朋学園音楽部門同窓会会報『同窓会便り』15号